# 雷焦卡拉布里亞省
雷焦卡拉布里亞省（義大利語：Provincia di Reggio Calabria）是意大利卡拉布里亚大区的一个省。它是意大利大陆最南端的省份，与西西里岛之间隔着墨西拿海峡。阿斯普羅蒙特山位于西部地区，由于雷焦卡拉布里亞省拥有很长的海岸线，因此在夏季是一个受欢迎的旅游目的地。首府为雷焦卡拉布里亚。
自2018年起被雷焦卡拉布里亞廣域市所取代。

## 经济
该地区因盛产香柠檬而闻名，产区主要在意大利卡拉布里亚大区的爱奥尼亚海地区，在某种程度上，它是整个地区的象征。大部分香柠檬来自温度适宜的地方。它还在法国，阿根廷，巴西，土耳其和美国种植。Piana di Gioia Tauro肥沃的地区种植克里曼丁红橘。该地区还种植其他柑橘类水果和橄榄树，当地的许多经济体都参与了橄榄油的提取和柑橘类产品的加工。 